# ニコライ・ブルガーニン
ニコライ・アレクサンドロヴィチ・ブルガーニン（ロシア語: Никола́й Алекса́ндрович Булга́нин、ラテン文字転写: Nikolai Aleksandrovich Bulganin、1895年6月11日 - 1975年2月24日）は、ソビエト連邦の政治家、軍人 。党政治局員、軍事人民委員、第一副首相、ソビエト連邦国防大臣などの役職を歴任し、スターリン体制の中枢を担った。ニキータ・フルシチョフ時代前期にはソ連邦首相（閣僚会議議長）を務めた。軍人としての最終階級はソ連邦元帥だが、1958年に大将に降格となった。
ニジニ・ノヴゴロドに生まれたブルガーニンは、1917年にボリシェヴィキ（後のソ連共産党）に入党し、1年後には秘密警察チェーカーの隊員となった。ロシア内戦後の1931年には共産党幹部のラーザリ・カガノーヴィチの支援を受けてモスクワ市ソビエト議長に就任するまで、多くの職を歴任した。また、忠実なスターリン主義者であったブルガーニンは、ヨシフ・スターリンによる大粛清のさなかに共産党の幹部に昇進を果たし、1937年にはロシア共和国閣僚会議議長（ロシアの首相）と共産党中央委員に任命された。その1年後にはソ連副首相兼ソ連国立銀行総裁に任命された。第二次世界大戦中は職業軍人ではなかったが、前線に赴き、多くの赤軍の役職を歴任し国家防衛委員会の委員も務めた。1947年には、スターリンの後任として国防大臣（厳密にはスターリンの役職は軍事大臣であり、ブルガーニンは事実上ソ連初の国防大臣であった。）に就任し、ソ連邦元帥の軍事階級を授与された。1948年初めには政治局員となりソ連最高幹部の中枢を担い、スターリンの側近の1人としてスターリン体制の一役を担った。
1953年のスターリン死後、ブルガーニンはニキータ・フルシチョフを支持し、1955年にゲオルギー・マレンコフに代わってソ連邦閣僚会議議長（ソ連邦の首相）に就任した。当初はフルシチョフの盟友であったが、彼の政策に疑問を抱くようになり、ヴャチェスラフ・モロトフ率いる反対派（反党グループ）に加わる。しかしフルシチョフによる反党グループの党追放が始まり、ブルガーニンも失脚し（反党グループ事件）、1958年にはソ連首相を解任され、政治局からも追放された。引退を余儀なくされたブルガーニンは1975年に79歳で死去した。

## 来歴・人物

### 初期の経歴
1895年6月11日、ロシア帝国ニジニ・ノヴゴロドで中産階級の家庭に生まれる。父親のアレクサンドルはセミョーノフ市から50キロメートル離れたセイマ駅にあるパン製造工場で事務員として勤務していた。1915年、ブルガーニンはニジニ・ノヴゴロドで電気技師見習いとして働き始め、1917年には実科中学校に学ぶが、ロシア革命を経て、ロシア共産党（ボリシェビキ）に入党した。
1917年から1918年にかけては、ニジニ・ノヴゴロドのラスティアピンスク爆薬工場の警備員として働いた。

### チェーカー入隊

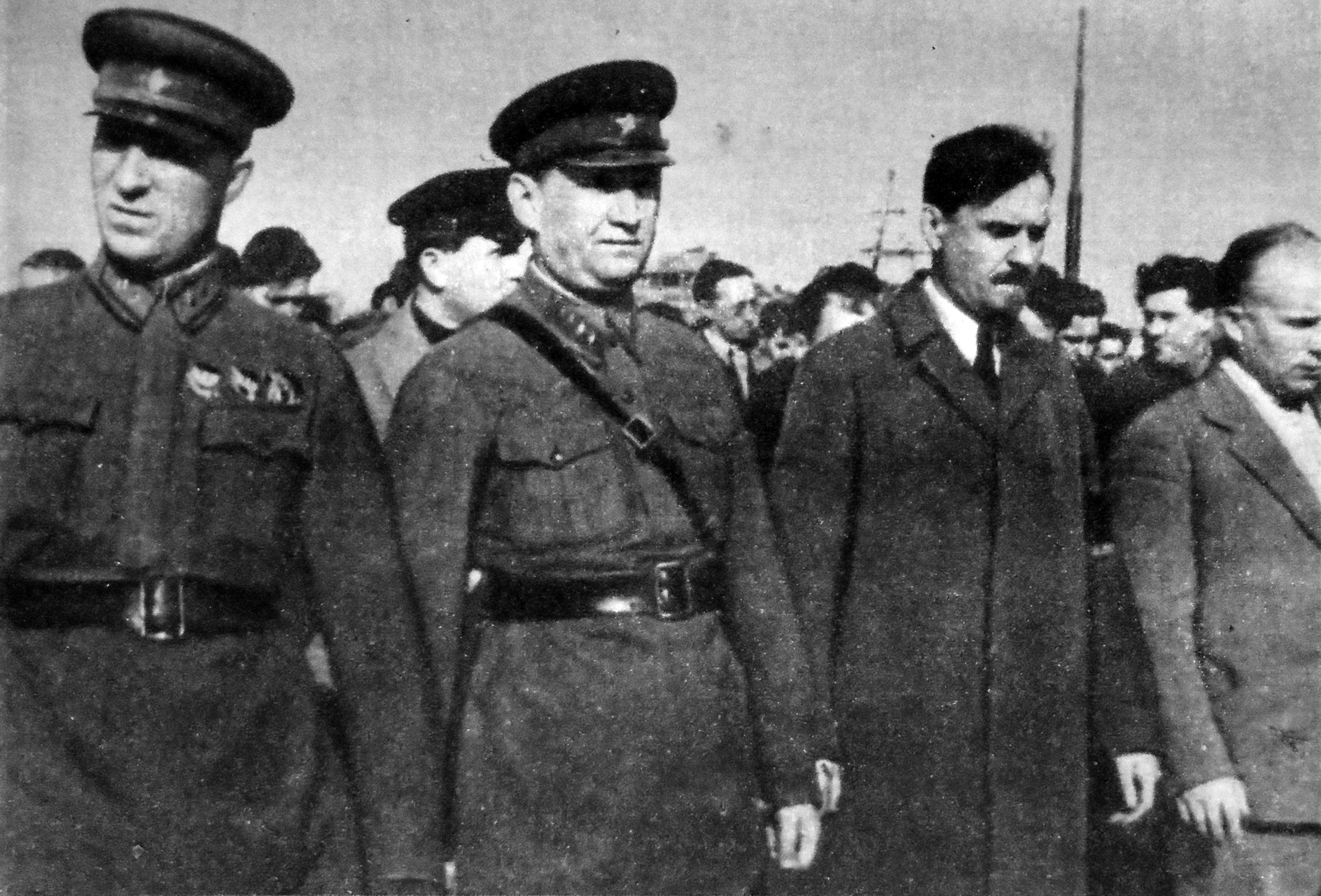
ANT-20「マクシム・ゴーリキー」の墜落で死亡したパイロットの葬儀。左からモスクワ軍管区司令官ミハイル・ルキン、イヴァン・ベロフ、モスクワ・ソビエト議長ニコライ・ブルガーニン、全ソ連共産党モスクワ市委員会第一書記のニキータ・フルシチョフ。（1935年）

1918年にチェーカー（KGBの前身）に入り、反革命の取り締まりに辣腕を振るう。ロシア内戦では赤軍に対する統制を行う全ロシア・チェーカー特別部に所属した。1918年から1919年にかけてはモスクワ・ニジェゴロド輸送チェーカー副委員長、1919年から1921年にかけてはトルキスタン戦線特別輸送作戦部隊長、1921年から1922年にかけてはトルキスタン軍管区輸送チェーカー部長、1922年からはロシア共和国国家政治保安部輸送情報部副部長など様々な役職を歴任した。

### 共産党幹部
内戦終結後の1922年から1927年にかけてはソ連国民経済会議電気トラスト理事、1927年から1931年にかけてはモスクワ電気工場長となった。1930年、同工場はソ連の工場の中で初めてレーニン勲章を授与された。ブルガーニンもまた、ソ連初のレーニン勲章授与者の一人となった。ニーナ・フルシチョワ（ニキータ・フルシチョフの妻）はこの工場の党委員会に勤務しており、フルシチョフ自身もこの工場を視察する委員会の責任者であった。このときから二人の信頼関係が始まり、それは1950年代半ばまで続いた。
1931年から1937年にかけてはモスクワ市ソビエト議長となり、モスクワにおける反右派闘争やモスクワ市改造計画を積極的に推進したことが機縁となってスターリンに認められる。1934年2月には全ソ連共産党第17回党大会で、中央委員候補に選出される。
1937年から1938年にかけてはロシア・ソビエト連邦社会主義共和国人民委員会議議長（ロシアの首相）、1938年にソ連人民委員会議副議長（副首相）兼ゴスバンク総裁を歴任する。1939年にはソ連共産党中央委員に選出された。

### 第二次世界大戦

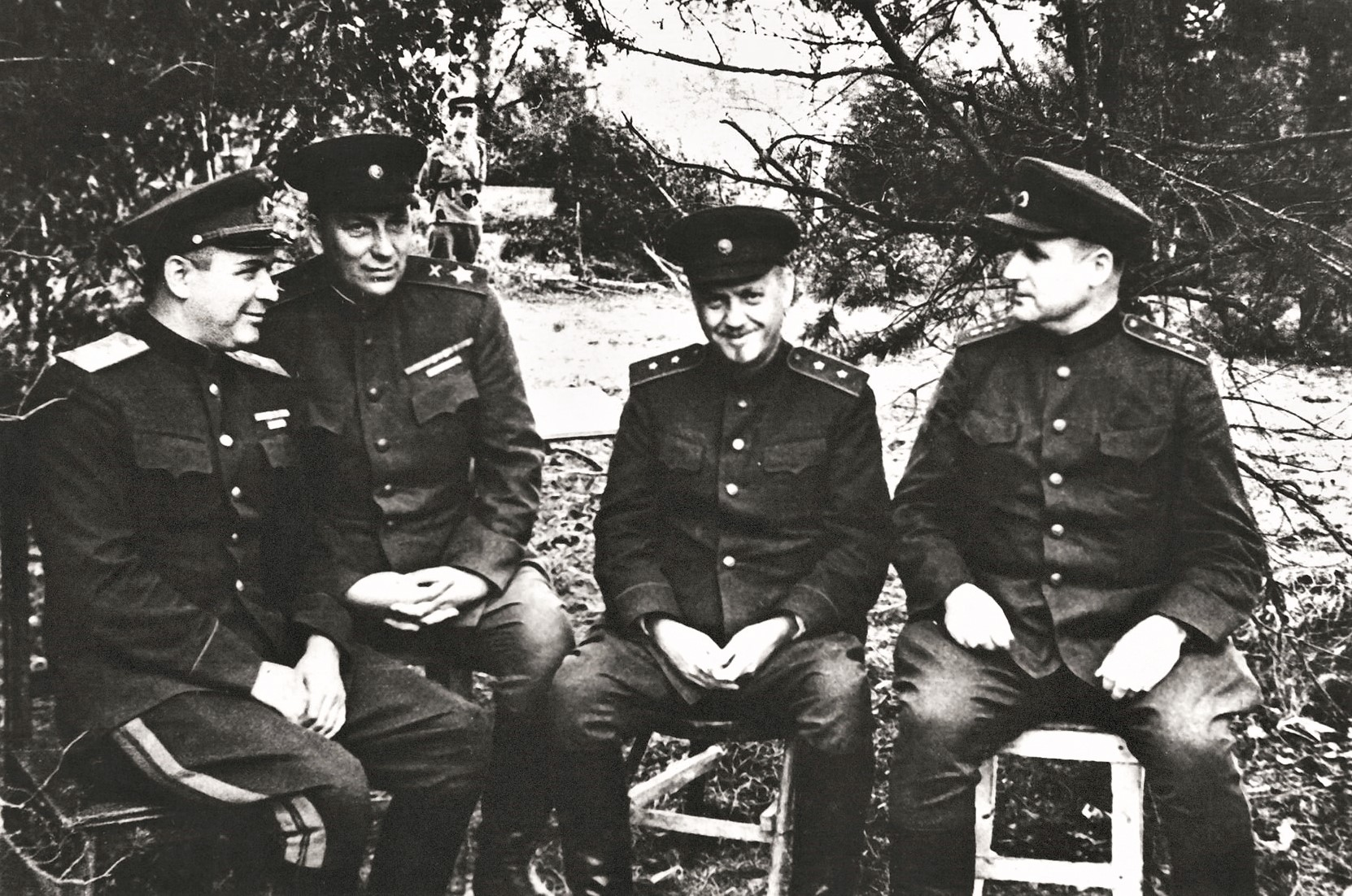
スモレンスク攻勢作戦（スヴォーロフ作戦）前夜の西部戦線。左からアレクサンドル・ノヴィコフ航空元帥、ニコライ・ヴォロノフ砲兵元帥、ニコライ・ブルガーニン中将、ワシーリー・ソコロフスキー大将

第二次世界大戦中は進んで前線指導に赴き、西部戦線・第2沿バルト戦線・第1白ロシア戦線で政治委員の最高責任者として活躍した。1944年12月、国防人民委員代理（国防次官）に転出し、スターリンを議長とする国家防衛委員会の委員となった。
1981年から共産党中央委員を務めたミハイル・スミルティウコフは当時のブルガーニンについて次のように語っている。

### 戦後の経歴
1944年から1946年にかけては国防人民委員副委員に就任し大将に昇進した。第二次世界大戦終了後、1946年3月にソ連軍事省第一副大臣を務め、政治局員候補に抜擢される。
1947年3月3日、ブルガーニンは軍事大臣に就任し、ソ連邦元帥号を授与された。この地位は、1941年以来、スターリンが直接就いていたものであるが、軍を指揮したことのない文民政治家であったブルガーニンを軍部のトップに任命したのは、戦後も軍に対する統制を維持し、戦時中に台頭した人気のある軍指導者（ゲオルギー・ジューコフやコンスタンチン・ロコソフスキーなどの職業軍人）の政治介入を避けたいというスターリンの意向によるものであった。ロシアの軍事百科事典によると、ブルガーニンは1945年5月に1,100万人いた陸海軍を、1948年までに287万4,000人まで削減した。陸海軍の戦時体制から平和への転換を直接監督したという。また彼がソ連邦元帥に昇進したのは、1947年11月7日のパレードを前に、「元帥」キリル・メレツコフがパレードの指揮を執り、「陸軍大将」ブルガーニンがパレードを観覧するという微妙な状況が生じることに配慮するための措置によるものであった。
1948年、政治局員となる。第一次インドシナ戦争ではベトナムを支援した。
1950年4月7日にソ連閣僚会議第一副議長に就任し、スターリン不在の間、ブルガーニンが閣僚評議会議長代理（ソ連首相代理）を務めた。1951年2月16日、ソ連閣僚会議の下に軍産軍事局という別の組織が設立され、その議長もブルガーニンが任命された。しかし翌年10月18日にこの局は廃止され、その代わりに、ブルガーニンを委員長とした国防問題常設委員会が設置された。
1953年3月5日のスターリンの死後、閣僚会議議長に就任したゲオルギー・マレンコフの新政権ではヴャチェスラフ・モロトフ、ラヴレンチー・ベリヤ、ラーザリ・カガノーヴィチと共に閣僚会議第一副議長に就任して国防大臣を兼務した。フルシチョフの回想録によれば、これは晩年のスターリンの指名だったという。なお、ブルガーニンが委員長を務めていた国防問題常設委員会は廃止された。

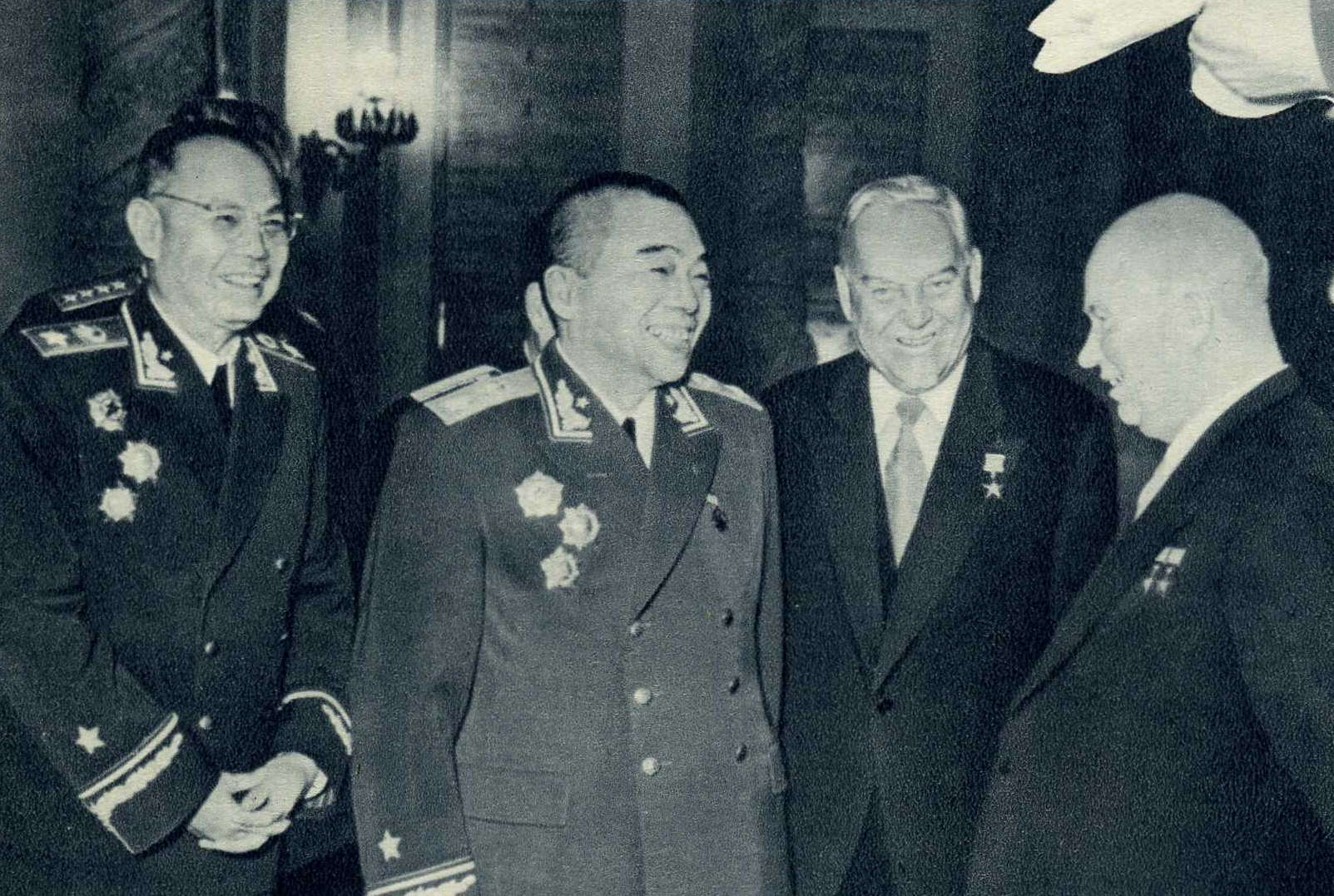
中ソ会談。左から葉剣英元帥、中華人民共和国国防部長彭徳懐元帥、閣僚会議議長ニコライ・ブルガーニン、ソ連共産党第一書記ニキータ・フルシチョフ

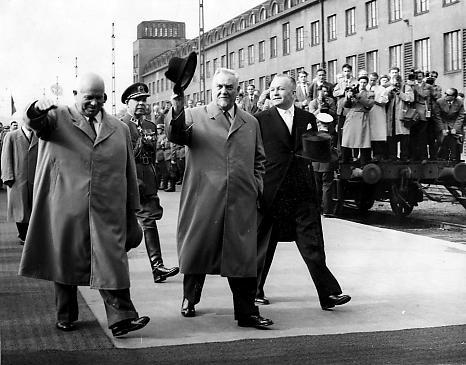
フィンランド訪問（1957年） 左からフルチショフ、ブルガーニン、フィンランド首相のV. J. スークセライネン

同年9月にフルシチョフが党第一書記に就任して実権を掌握すると、1955年にマレンコフを閣僚会議議長から解任した。ブルガーニンはマレンコフの後任の閣僚会議議長に就任し、フルシチョフと「B・Kコンビ」を組んだ。1955年5月にブルガーニンとフルシチョフはユーゴスラビアを訪問し、ヨシップ・ブロズ・チトー大統領に和解を申し入れ、スターリン時代に冷却化した両国関係を打開しようとした。次いでインド・ビルマ（現在のミャンマー）・アフガニスタン・イギリスを相次いで訪問し、平和共存外交を展開した。日本にも来日し、鳩山一郎首相と河野一郎農相がソ連を訪問し、日ソ共同宣言と日ソ漁業協定を締結した。内政面では1956年党大会で非スターリン化を推進した。スエズ危機ではフランス・イギリスへの武力行使を示唆した。
しかし、フルシチョフが推進する農業改革・工業管理の地方分権化や外交面での平和共存路線に対して、官僚やスターリン主義者の反撃が行われた。1957年6月、モロトフらいわゆる「反党グループ」がフルシチョフを第一書記から解任しようとした。フルシチョフは党中央委員会を招集し、逆にグループを倒すことに辛くも成功した。この頃既にフルシチョフと確執を持つようになっていたブルガーニンは、この反党グループ事件において積極的に関与し、彼の解任に賛同している。これが後に祟り、1958年3月27日に閣僚会議議長を辞任（解任）、閣僚会議議長には代わりに、クリメント・ヴォロシーロフの提案により、フルシチョフ自身が兼任した。同年3月31日にブルガーニンはソ連国立銀行理事長に任命され、再びゴスバンクの仕事に戻る。同年9月、幹部会員（政治局員からの改称）を解任・失脚した。ソ連邦元帥の階級も剥奪され、大将に降格となった。以後スタヴロポリの人民経済会議議長として過ごす。1960年から年金生活入りし、1961年には中央委員も解任された。
スミルティウコフは当時のブルガーニンについて次のように語っている。
ブルガーニンは1960年2月に引退した。フルシチョフと仲違いしたブルガーニンだったが、クレムリンの会議宮殿で行われた1964年の新年の会合に招待され、そこでフルシチョフと会ったとされ、会話が弾み、一緒に祝宴を後にしたとさえ言われている。
1975年2月24日に死去した。79歳没。ノヴォデヴィチ墓地に埋葬された。

### 家族
英語教師のエレーナ・ミハイロヴナ（旧姓コロヴィナ）と結婚。息子レフと娘ヴェラをもうけ、ヴェラはニコライ・クズネツォフ提督の息子と結婚した。